# Каракопа (Карабалицький район)
Карако́па (каз. Қарақопа) — село у складі Карабалицького району Костанайської області Казахстану. Входить до складу Урнецького сільського округу.
Населення —  (2021; 113 у 2009, 163 у 1999,  у 1989).